# Friedrich-Wilhelm Wichmann

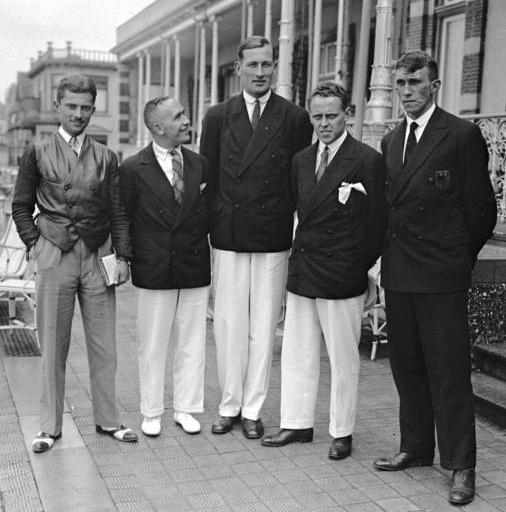
Körnig, Houben, Hoffmeister, Corts und Wichmann (von links nach rechts) im Trainingslager 1928

Friedrich-Wilhelm Otto Wichmann (* 31. August 1901 in Hörde; † 19. November 1974 in Korbach) war ein deutscher Leichtathlet.
Wichmann belegte bei den Deutschen Meisterschaften 1927 im 100-Meter-Lauf und mit der 4-mal-100-Meter-Staffel von Eintracht Frankfurt jeweils den dritten Platz. Zwei Jahre später gewann er den Meistertitel im 200-Meter-Lauf und belegte mit der Staffel den zweiten Platz.
Am 31. Juli 1927 stellte die deutsche Nationalstaffel mit Joachim Büchner, Wichmann, Hubert Houben und Jakob Schüller in Düsseldorf beim Länderkampf gegen die Schweiz in 41,0 s den Weltrekord ein, die Leistung wurde aber von der IAAF nicht anerkannt. Am 3. Juni 1928 unterbot die deutsche Nationalstaffel mit Richard Corts, Wichmann, Houben und Helmut Körnig beim Olympiatest in Berlin in 40,8 s sogar den Weltrekord, aber erneut fand die Leistung keine Anerkennung. Am 10. Juni 1928 stellte Wichmann mit der Staffel von Eintracht Frankfurt in Halle den Weltrekord in 41,0 s ein, die Leistung von Ernst Geerling, Wichmann, Adolf Metzner und Hans Salz wurde auch offiziell als Weltrekord anerkannt. Zwei Wochen später liefen Corts, Wichmann, Houben und Körnig in Dortmund 40,8 s, aber diese Leistung wurde nicht anerkannt.
Wichmann war bereits bei seiner Meisterschaftsteilnahme 1927 promovierter Arzt, er war später als Chefarzt unter anderem in Werdohl tätig.